# 姚芝華
姚芝華（1967年6月20日–），本名姚祖媖，台灣台北市出生，十二歲隨父母移民美國舊金山灣區，並在美國接受完整初高中及大學教育，喜愛攝影、中英文寫作、發掘人文歷史和探究人性心理，曾於舊金山市立大學主修攝影學系，並在舊金山藝術大學攻讀多媒體藝術，目前重返大學完成心理學和人類學的學位。
曾擔任台灣《社會傳真》雜誌採訪編輯和副總編輯，並曾創辦《女人時尚》雜誌。第一本長篇小說《藍月亮》獲得中國文藝協會第四十二屆文藝獎章。

## 簡歷
姚芝華是台灣已故電影導演「鬼片之王」姚鳳磐先生的女兒，姚鳳磐於2004年6月26日久病辭世，姚芝華根據母親劉冠倫女士的口述，將父親的電影生涯撰寫成書，內容豐富，並如實描寫了台灣這位1970年代「鬼片之王」的一生，和當時台灣的電影大環境。

## 作品
- 驚悚奇幻系列（2008至2011）：《拍賣亡魂》、《闖魂》、《坐在右肩上的亡靈》、《迷迴》、《噩運‧兌換》（2015）
- 兩性書：《感情心情選擇》、《適婚期的魔咒》（以筆名丁茉出版）
- 散文作品：《今夜你作甚麼夢》、《親吻靈魂的故事》
- 長篇小說：《藍月亮》
- 電影人物傳記：《姚鳳磐的鬼魅世界》